# Gustavus Fox
Gustavus Fox (Saugus, Massachusetts, 13 juin 1821 - Lowell, Massachusetts, 29 octobre 1883) était un officier de l'US Navy s'étant illustré lors de la Guerre de Sécession.